# 石本正
石本 正（いしもと しょう（本名読み：ただし）、1920年7月3日 - 2015年9月26日）は、日本画家。創画会会員、京都市立芸術大学名誉教授、京都造形芸術大学教授。

## 経歴
島根県那賀郡岡見村（現浜田市三隅町）出身。島根県立浜田中学(現：島根県立浜田高等学校)卒業。京都市立絵画専門学校(現：京都市立芸術大学)に入学したが在学中に徴兵され中国に渡る。復員後、人物や風景を描く。1944年（昭和19年）9月、京都市立絵画専門学校(現：京都市立芸術大学)日本画科卒業。1947年（昭和22年）第3回日展で「三人の少女」が初入選。1950年（昭和25年）より創造美術、新制作展に出品し、1951年（昭和26年）「旅へのいざない」など四度新作家賞を受賞。1956年（昭和31年）新制作協会会員。1970年（昭和45年）京都市立芸術大学教授となる。1971年（昭和46年）日本芸術大賞、芸術選奨文部大臣賞受賞。1974年（昭和49年）創画会会員。2015年(平成27年)9月26日午前11時58分、不整脈による心停止のため自宅で死去した。95歳。
2023年には、京セラ美術館で「生誕100年　回顧展　石本正」が開催された。

## 代表作
- 「三人の少女」

## 評価
『日本経済新聞』客員編集委員の宮川匡司は石本について「鋭い美意識で戦後の日本画に新風を吹き込んだ」と評している。